# マツダE&T
株式会社マツダE&T（マツダ・イーアンドティー、Mazda Engineering & Technology Co., LTD.）は、1979年に設立されたマツダの関連企業であり、同社の特装車部門の企画開発・製造のみならず、ショーカー/コンセプトカーの製作、新車開発における車両設計や外観デザイン、実験をも担当している。

## 沿革
- 1979年（昭和54年）4月27日 - マツダ（当時は東洋工業）の子会社として、資本金5,000万円で前身となるマツダ産業を設立、自動車組立部品のサブアッセンブリーを開始し、同年7月にはエンジンのリビルド、同年8月にはフォークリフト等の運搬車両の整備を開始。
- 1980年（昭和55年）2月 - 自動車整備と特装車両の設計・架装・販売を開始。
- 1984年（昭和59年）11月  - パワートレイン実験業務開始。
- 1987年（昭和62年）4月  - 車両実験業務と輸入車の改善（これはのちにユーノスやオートザムでの営業展開に生かされることとなる）とPDI事業を開始。
- 1988年（昭和63年）8月 - トランスミッションのリビルドを開始し、同年11月にはモデル製作事業に進出した。
- 1993年（平成5年）6月 - 資本金を4億5千万円に増資。
- 1995年（平成7年）3月 - 独自開発の車椅子同乗超低床カー（福祉車両）「キャロルi」を発売。また、同年ボンゴフレンディのキャンピングカー仕様の生産も手がける。
- 1998年（平成10年）4月 - マツダエンジニアリングと合併、事業の再編成を図った。なお、この時点で資本金は現在の4億8千万円に増資されている。
- 2001年（平成13年）8月 - 本社をマツダ構内のCCセンターへ移転。
- 2002年（平成14年）4月 - 新用品ビジネスを開始。6月には社名をそれまでの「マツダ産業株式会社」から「株式会社マツダイーアンドティー」に変更。11月に現在の社名に変更している。
- 2003年（平成15年）7月 - 業界で初めてスロープ式車いす移動車の生産累計が1万台を突破した。また同年、限定車ながらターボチャージャーを搭載した「ロードスターターボ」と溶接とボディ補強により屋根を追加し、クーペスタイルとした「ロードスタークーペ」を発売（ともに限定）。
- 2004年（平成16年）10月 - 本社をマツダ構内の渕崎地区へ移転。

## 現在の事業展開
- エンジニアリング事業

新車開発におけるデザイン、車両系設計、パワートレイン系設計、実験、解析などを手がけている。
- オートライフ事業

かつてはマツダスピードも手掛けていたが、現在はプライベートブランドである「M'z Custom」のほか、DAMDやケンスタイルなどとの共同作業によるカスタマイズカーの製作、教習車や福祉車両、ビジネス車両の架装などを手がけている。

### 製造車種
※生産終了分を含む
- 福祉車両（ウェルフェア）
  - i（アイ）シリーズ
    - スロープ式車いす移動車（フレアワゴン）、リフトアップシート（MPV、ビアンテ、プレマシー）、オートステップ（MPV、ビアンテ）、福祉車両（ロードスター/ロードスター RF、アクセラ、デミオ、CX-5）

  - WITH（ウィズ）シリーズ（スズキ）
    - スロープ式車いす移動車（スペーシア、エブリイワゴン、エブリイ）
    - 昇降シート車（ワゴンR/ワゴンR スティングレー）
- カスタマイズカーシリーズ
  - ロードスター、MPV、プレマシー、ビアンテ、アテンザ、アクセラ、デミオ、CX-7、AZ-ワゴン
- ビジネスカスタマイズ（TESMAシリーズ）
  - ダンプカー、保冷車、冷凍車、積載車など。架装車種はボンゴやタイタン。
- 教習車
  - アクセラ（現行型は3代目・BM型ベース。国内未設定の1.6Lを採用。5速MTと4速AT（4EC-AT）の設定がある。エンジンは歴代を通じてガソリン仕様とLPG仕様の設定があり、後者はミキサー式ではなく電子制御のマルチポイントインジェクションを採用。後述するマツダ教習車の投入に伴い、2019年3月を以って受注終了となった）
  - マツダ教習車（タイで製造された右ハンドル仕様の2代目MAZDA2 SEDANを基に国内で教習車仕様として架装・改装、6速MTと6速ATの設定があり、エンジンは1.5Lのガソリン直噴エンジン（SKYACTIV-G）のみ）

## 関連会社
- マツダドライビングスクール青森